# Gepidowie

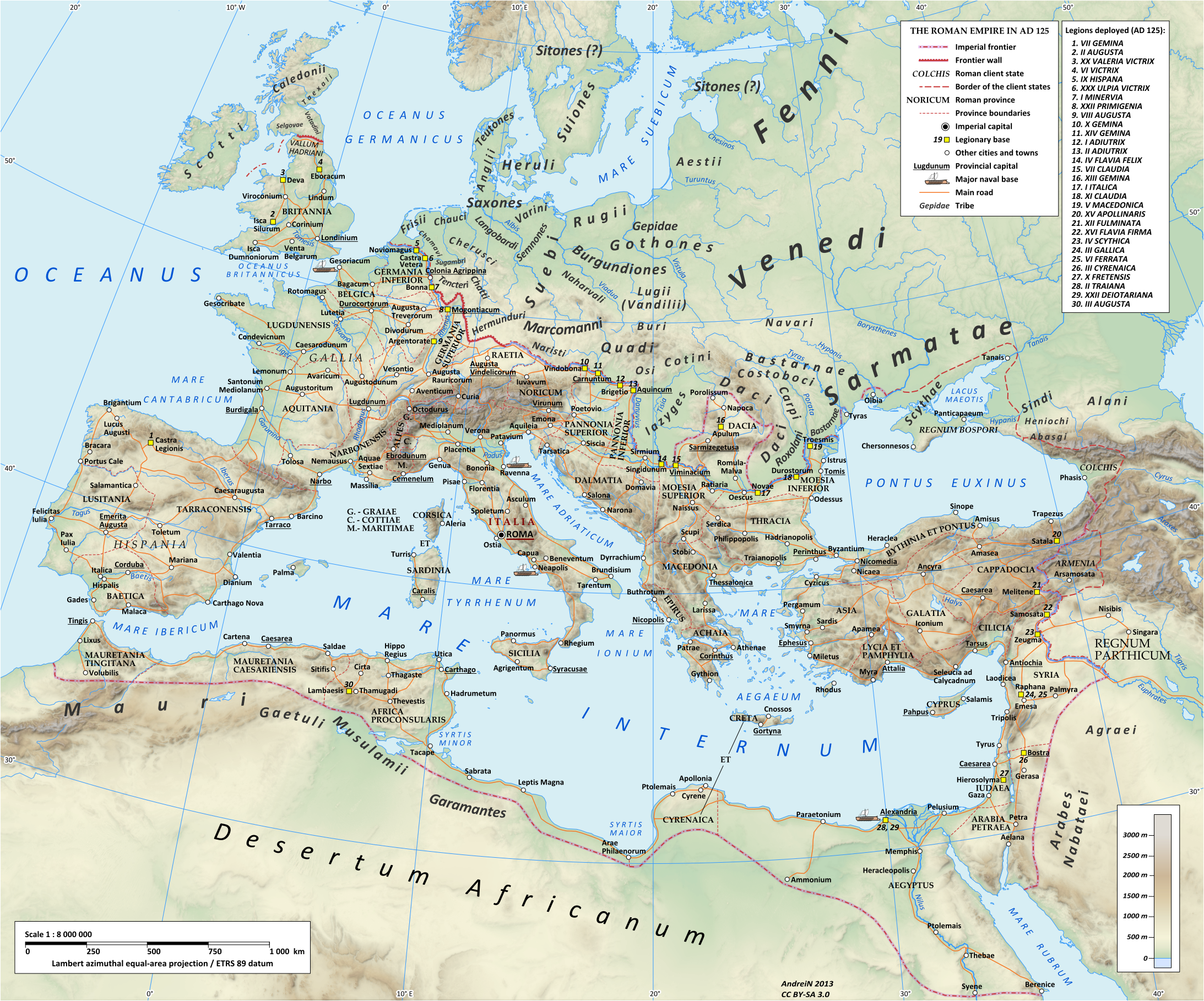
Europa na początku II wieku n.e., z zaznaczonymi terenami osadnictwa Gepidów nad Bałtykiem

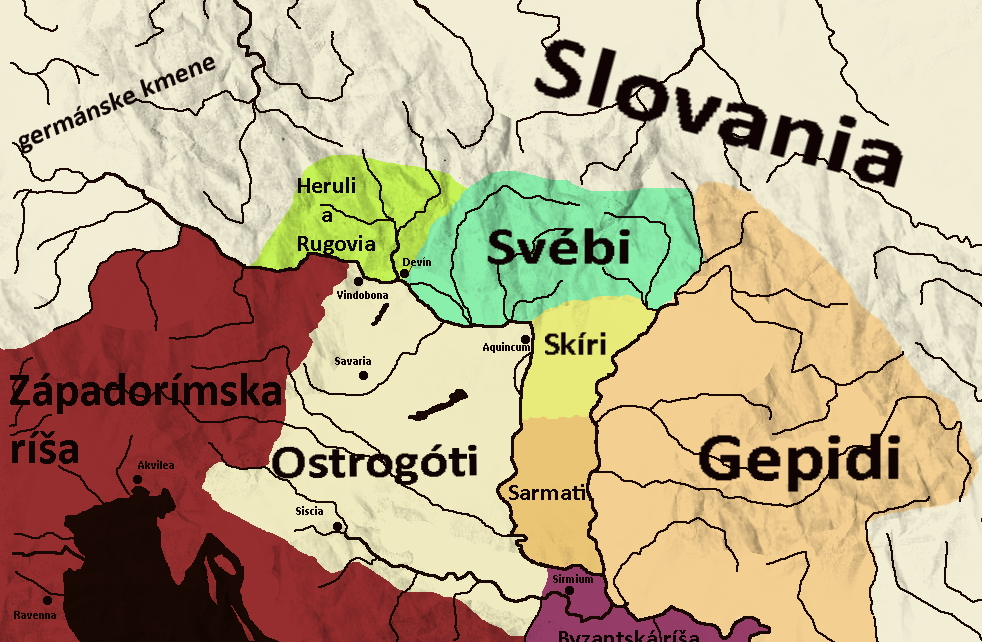
Panonia w V wieku n.e.

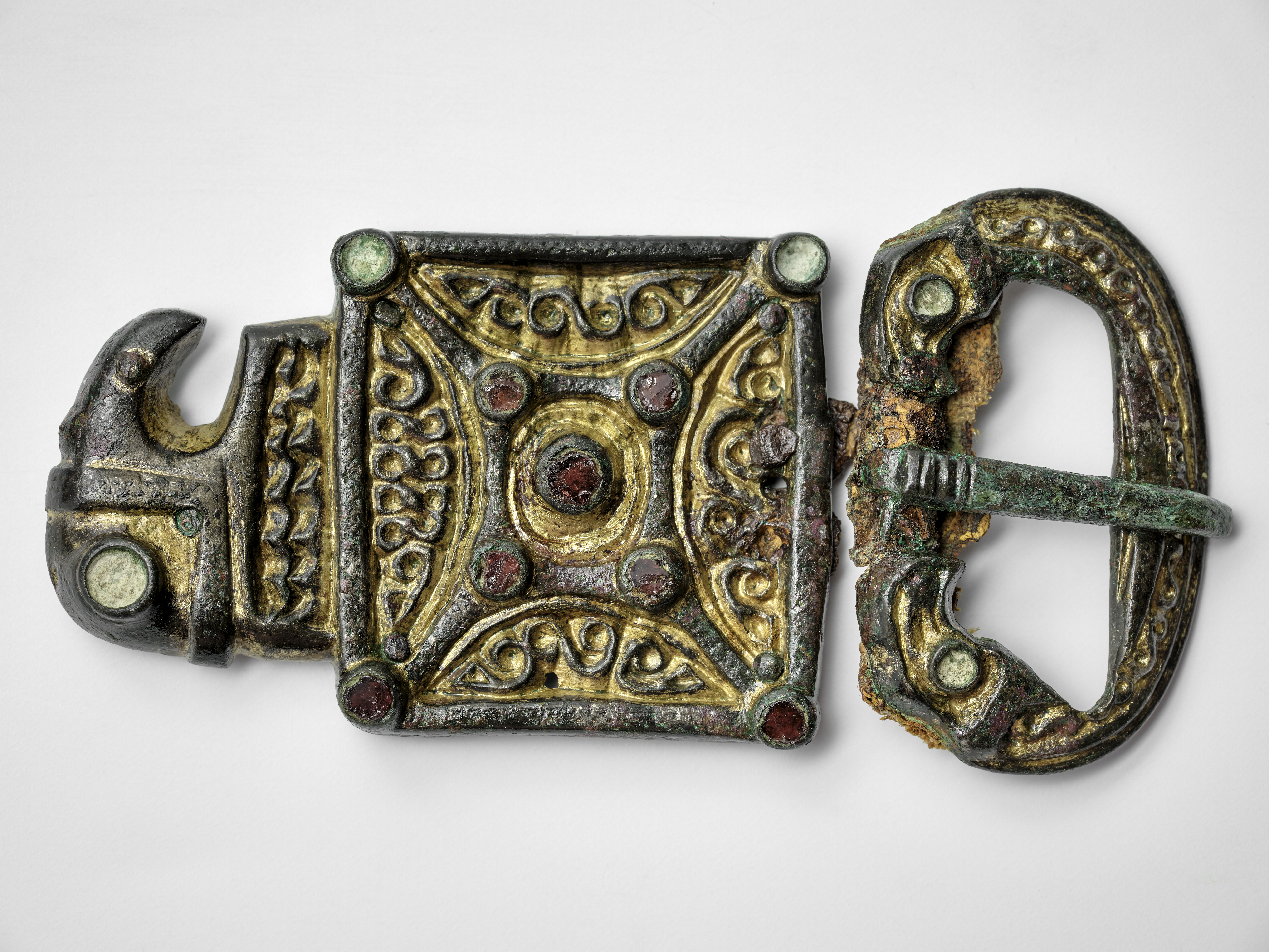
Sprzączka do pasa z V-VI wieku n.e.

Gepidowie (łac. Gepidae, Gipedae, gr. Γετίπαιδες – dzieci  Gotów) – grupa dawnych plemion germańskich blisko spokrewniona z Gotami.
Gepidzi byli plemieniem germańskim zamieszkującym terytorium dzisiejszych Węgier, Serbii i Rumunii. Byli prawdopodobnie spokrewnieni z Gotami, z którymi jednak mieli złe stosunki. Gepidzi zyskali na znaczeniu, gdy pod wodzą Ardaryka wypędzili synów władcy Hunów Attyli z terenu dzisiejszych Węgier odnosząc zwycięstwo w bitwie nad Nedao (454 lub 455 rok n.e.). Królestwo Gepidów, ustanowione później nad środkowym Dunajem, przetrwało do VI wieku.

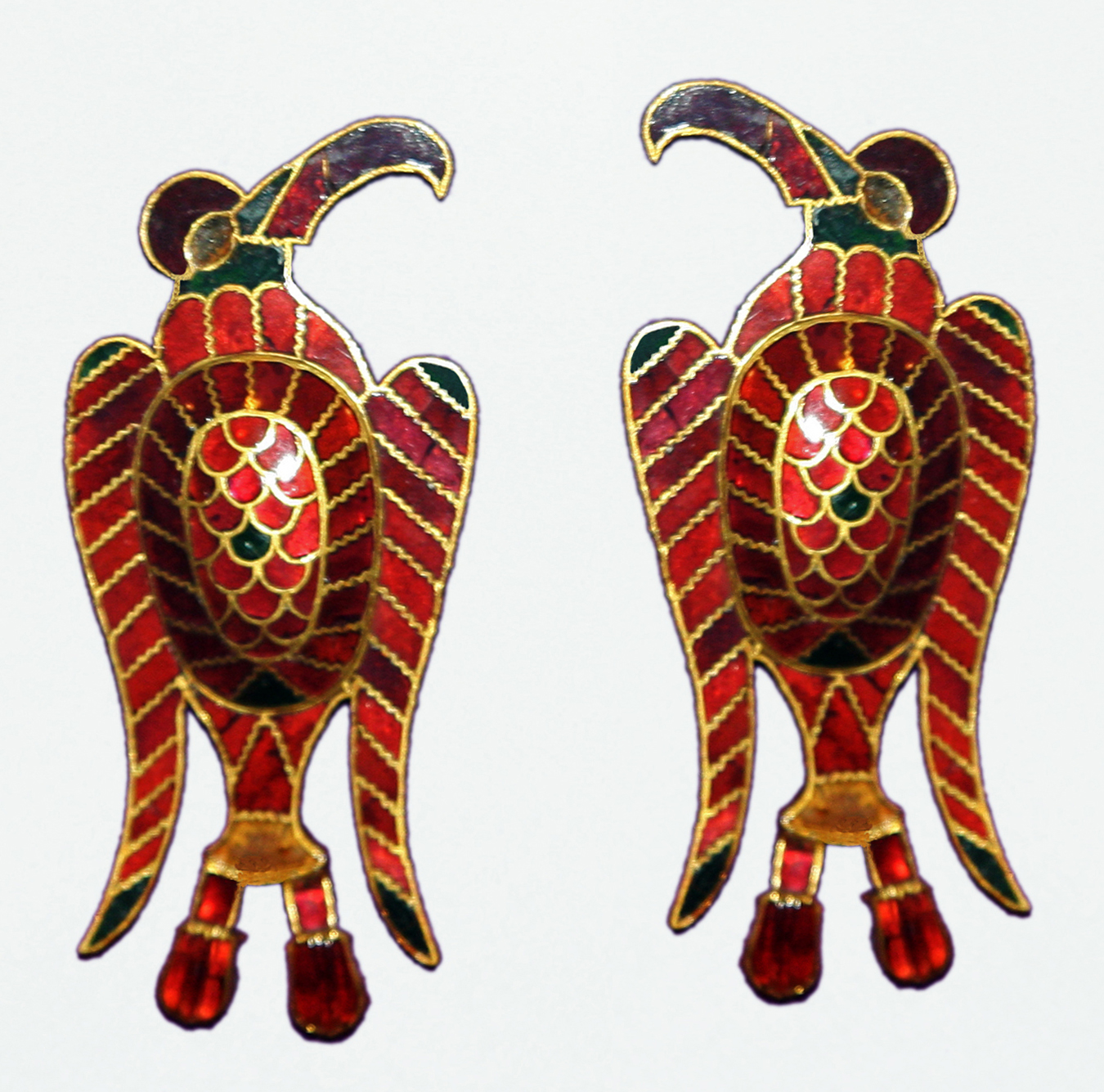
Ozdoba Gepidzka znaleziona koło Klużu

## Wczesny okres (III-IV wiek)
Pierwotne siedziby Gepidów znajdowały się być może na Półwyspie Skandynawskim. Około przełomu er w ślad za Gotami przemieścili się ze Skandynawii na południowe wybrzeże Bałtyku. Przypuszczalnie w tym okresie Gepidowie zamieszkiwali okolice Elbląga.

Gotowie wyszedłszy z łona wyspy Skandii ze swoim królem imieniem Berig, na w sumie trzech okrętach przybili do brzegu z tej strony Oceanu, to znaczy od Gothiskandii. Spośród trzech okrętów jeden zawijając do przystani później od dwu pozostałych, co nieraz się zdarza, miał nadać nazwę ludowi. W ich języku bowiem „leniwy” brzmi gepanta. Ze zniekształconego przezwiska powoli narodziło się przezwisko „Gepidowie”. Bez wątpienia również Gepidowie pochodzą z pokolenia Gotów, lecz ponieważ, jak powiedziałem, gepanta określa coś leniwego i opieszałego, z przypadkowo rzuconego przezwiska wzięło początek miano „Gepidowie”. Nie sądzę, by wprowadziło w błąd, gdyż Gepidowie w rzeczywistości są opieszali z charakteru i ociężali w ruchach ciała.

W 1. połowie III wieku n.e. Gepidowie z rejonu ujścia Wisły wyruszyli na południe pod wodzą króla Fastidy. Przypuszczalnie w tym czasie pokonali Burgundów i dotarli do północnej Transylwanii w dzisiejszej Rumunii. 
W 248 roku n.e. sprzymierzyli się z Gotami i Wandalami i najechali położone na Bałkanach rzymskie prowincje Mezję i Trację, a ostatecznie osiedlili się na terenie Siedmiogrodu w dzisiejszej Rumunii (według Jordanesa ziemie opuszczane przez Gepidów w III w. zostały zajęte przez lud Winidariów). Pod koniec III wieku Gepidzi popadli w konflikt z Gotami.
W drugiej połowie III wieku Gepidowie osiedlili się nad rzeką Cisą, a w IV wieku zostali podbici przez Ostrogotów, którzy przybyli tam znad Morza Czarnego po ataku koczowniczych Hunów w 375 roku.  

## Pod władzą Hunów (V wiek)
Hunowie postępowali na zachód i w początku V wieku dotarli do Panonii i podbili zamieszkujące ją plemiona, w tym Gepidów. Gepidowie są wymienieni w kontekście spustoszeń dokonanych przez różne plemiona podczas ataków na rzymską Galię na przełomie 406 i 407 roku. Do połowy V wieku Gepidowie znajdowali się pod zwierzchnictwem Hunów. W przeciwieństwie do Ostrogotów, którzy pod rządami Hunów nie mieli własnych królów, Gepidzi mieli możliwość wyboru własnych królów przez cały okres panowania Hunów. Za panowania króla Ardaricha wojownicy Gepidów stali się szanowaną siłą i utworzyli lewe skrzydło armii Hunów w bitwie na Polach Katalaunijskich w 451 roku, gdzie zostali pokonani przez Franków.  
Wódz Gepidów Ardaryk i jego ostrogocki odpowiednik, Walamir, byli bliskimi współpracownikami wodza Hunów Attyli. Kiedy Attyla zmarł w 453 roku, pozostawił po sobie kilku młodych synów, z których najstarszym był Ellak. Nowi przywódcy Hunów poniżali doświadczonych wodzów, prowokując w ten sposób powstanie Scirów, Rugów, Herulów, Gotów, Gepidów i innych grup, którymi dowodził wódz Gepidów Ardaryk. Gepidzi  sprzymierzyli się z Ostrogotami i innymi plemionami germańskimi, pokonując Hunów w 454 roku w bitwie nad rzeką Nedao. Dzięki temu wywalczyli sobie miejsce do zamieszkania na wschód od rzeki Cisy. Ellak poległ wraz ze swoimi najbliższymi wojownikami. W ten sposób dominacja Hunów w regionie została złamana, a słabo ugruntowane państwo Hunów szybko się rozpadło. W konsekwencji tych wydarzeń Gepidzi przejęli Transylwanię na terenie dzisiejszej Rumunii.  

## Królestwo Gepidów (V-VI wiek)
Paradoksalnie okres królestwa Gepidów (454-567) jest słabo udokumentowany. Terytorium kontrolowane przez Gepidów znajdowało się w Kotlinie Karpackiej, ograniczonej Cisą, Dunajem, Oltą i Karpatami. Powstałe państwo Gepidów, pod przywództwem Ardaryka, szybko ugruntowało swoją pozycję jako regionalna potęga. W Panonii zamieszkiwali Ostrogoci i tradycyjnie ich relacje z Gepidami były złe, czego przykładem był atak Gepidów na Ostrogotów w 469 roku. Jednak w 469 roku siły koalicyjne, w których skład wchodzili Gepidowie, zostały pokonane przez Ostrogotów w bitwie pod Bolią. Niemniej jednak Ostrogoci opuścili swoją terytoria w Panonii około 473 roku. Początkowo Gepidzi zawarli sojusz z Bizancjum w czasach panowania cesarza wschodniorzymskiego Marcjana, ale wkrótce zajęli terytorium Panonii i zajęli miasto Sirmium. Mniej więcej w tym samym czasie elity Gepidów przeszła na chrześcijaństwo ariańskie, podczas gdy większość ludności pozostała pogańska. 
W 488 roku Gepidzi bezskutecznie przeciwstawili się kampanii Ostrogota Teodoryka Wielkiego, który za zgodą Bizancjum chciał najechać Italię, aby obalić Odoakera. W czasie tej kampanii poległ w bitwie król Gepidów Thrafstila. Po jego śmierci królestwo Gepidów najwyraźniej uległo podziałowi: podczas gdy syn Thrafstili, Thrasaryk, nadal rezydował w Sirmium, niejaki Gunderith rządził Gepidami znad Cisy. Pod rządami króla Thrasaryka Gepidzi sprzymierzyli się z bułgarskimi Kutrigurami i plemionami słowiańskimi przeciwko Longobardom i bułgarskim Utigurom, wspieranymi przez Bizancjum. W 504 roku Thrasaryk został wygnany z Sirmium przez Ostrogotów i Teodoryka Wielkiego, który tymczasem osiedlił się w Italii. Po śmierci Teodoryka Gepidzi podjęli próbę odbicia Sirmium. Po początkowej porażce w 530 roku, ostatecznie odnieśli sukces, walcząc obok Gotów z wojskami wschodniorzymskimi we Włoszech.  
Gepidzi osiągnęli szczyt swojej potęgi w 537 roku, kiedy rozszerzyli swoje panowanie na tereny wokół Belgradu nad Dunajem (dzisiejsza Serbia). Pozycja Gepidów nad środkowym Dunajem zdawała się ponownie umacniać, ale w połowie VI wieku ich nowymi przeciwnikami stali się Longobardowie, których wspierało Cesarstwo Wschodniorzymskie tworząc przeciwwagę dla Gepidów. Około 546 roku między Gepidami i Longobardami doszło do wojny, w efekcie której Gepidzi zostali wypędzeni znad Dunaju.   

## Upadek Gepidów (567 rok)
Cesarz wschodniorzymski Justynian I był zainteresowany wyeliminowaniem Gepidów jako siły destrukcyjnej w regionie, częściowo udając, że ich wspiera, ale potajemnie pomagając Longobardom. Trzy lata później (552) Gepidowie ponieśli  klęskę w decydującej bitwie pod Asfeld, a syn ich króla Thorisina został zabity przez Longobardów. Gepidowie zawarli wówczas traktat pokojowy z Bizancjum, ale napięcia pozostały. Upadek państwa Gepidów był również powiązany ze śmiercią Justyniana i zmianą polityki zagranicznej wschodniorzymskiej pod rządami jego następcy, Justyna II. Cesarstwo Wschodniorzymskie, obawiając się rosnącej potęgi Longobardów, sprzymierzyło się z Gepidami i w 566 roku pokonało Longobardów. To skłoniło Longobardów do zwrócenia się o pomoc do Awarów, co dla Gepidów i także Longobardów miało fatalne konsekwencje. Sojusz ten zagrażał Gepidom z dwóch stron. Aby uniknąć wojny na dwóch frontach, Gepidowie zaatakowali Longobardów, ale zostali pokonani.    
W 567 roku dowodzeni przez Alboina Longobardowie pokonali Gepidów dowodzonych przez ostatniego króla Gepidów, Kunimunda. Państwo Gepidów w efekcie zostało rozbite. Ta porażka doprowadziła do upadku państwo Gepidów, dlatego Awarowie nie musieli nawet interweniować w walkach. Longobardowie wkroczyli następnie na krótko na terytorium Gepidów, lecz już w 568 roku sami musieli wycofać się z własnych ziem w zachodniej Panonii pod naporem Awarów, a w drodze do Italii dołączyły do nich resztki ich niedawnych wrogów Gepidów. Tylko niewielka część Gepidów pozostała na terenach zajętych przez Awarów, a niektórzy woleli oddać się pod opiekę Bizantyjczyków, był wśród nich ariański biskup Trasaryk, który w 572 r. wraz z krewnym zmarłego króla Reptilą, miał zabrać skarbiec królewski do Konstantynopola i przekazać go cesarzowi bizantyjskiemu Justynowi II. 
Po tych wydarzeniach Gepidzi stracili na znaczeniu i przestali być wzmiankowani jako licząca się siła. 

## Władcy Gepidów
- Fastida (połowa III wieku)[7]
- Ardaryk (ok. 455)[8]
- Thrafstila[a][9]
- Thrasaryk (ok. 504)[b][9][10]
- Gunderith[c][10]
- Elemund (520/530 – ok. 546)[11]
- Thorisin (ok. 560)[12]
- Kunimund (ok. 567)[13]

## Język Gepidów
Istnieje niewiele świadectw języka Gepidów, poza imionami ich władców, ale w okresie, gdy Rzymianie ich wspominali, byli oni kulturowo związani z Gotami. Najprawdopodobniej Gepidowie posługiwali się tym samym językiem co Goci, ale innym dialektem. Mieli napięte stosunki polityczne z pokrewnymi ludami, Gotami i Wandalami. Bizantyjski kronikarz z VI wieku, Prokopiusz, w swoim dziele „Wojny Justyniana” umieścił Gepidów wśród „ludów gockich” obok Wandalów, Wizygotów i Gotów „mających ten sam język, białą cerę, blond włosy i ariańską formę chrześcijaństwa”.

## Społeczeństwo
Gepidowie, w przeciwieństwie do Gotów, mieli w zwyczaju pochówek wojowników wraz z bronią. Od czasów powstania gepidzkiego państwa, nad Cisą zaczęły powstawać duże cmentarze, podobne do tych państwie Merowingów, gdzie chowano zmarłych z większych ośrodków osadniczych oraz mniejsze cmentarze gdzie zazwyczaj chowano zmarłych z pojedynczych obejść.
Elitarny gepidzki wojownik uzbrojony był we włócznię, długi dwusieczny mecz oraz drewnianą tarczę wzmocnioną żelaznym okuciem. Wojownicy z niższych warstw społecznych wyposażeni byli tylko we włócznię lub łuk. Ekwipunek był silnie związany ze statusem społecznym wojowników, których można podzielić na arystokrację, ludzi wolnych i półwolnych.
Gepidowie zamieszkiwali drewniane chaty częściowo zagłębione w ziemię. Domostwa były małe i położone dość blisko siebie. Siedziby arystokracji i książąt z Apahidy były znacznie bardziej okazałe. Pochówki i znaleziska w grobach świadczą o bogactwie i potędze władców umożliwiającej im tworzenie dynastii.

## Genetyka
Badania genetyczne z trzech stanowisk w Transylwanii wykazały głównie obecność północno-zachodnioeuropejskich mitochondrialnych haplogrup wśród Gepidów. Wyniki te są zgodne z możliwym wielbarskim pochodzeniem tego germańskiego ludu, który mógł przybyć do Siedmiogrodu z północnego regionu Europy środkowo-wschodniej, dzisiejszej północnej i centralnej Polski. Najczęstszą makrohaplogrupą była H, a następnie T, U, I i HV. Wykryto tylko jedną linię azjatycką, co dowodzi, że tamtejsza populacja nie mieszała się znacząco z przybyszami z Azji (Hunami).